# نظام تمثيل نسبي مختلط

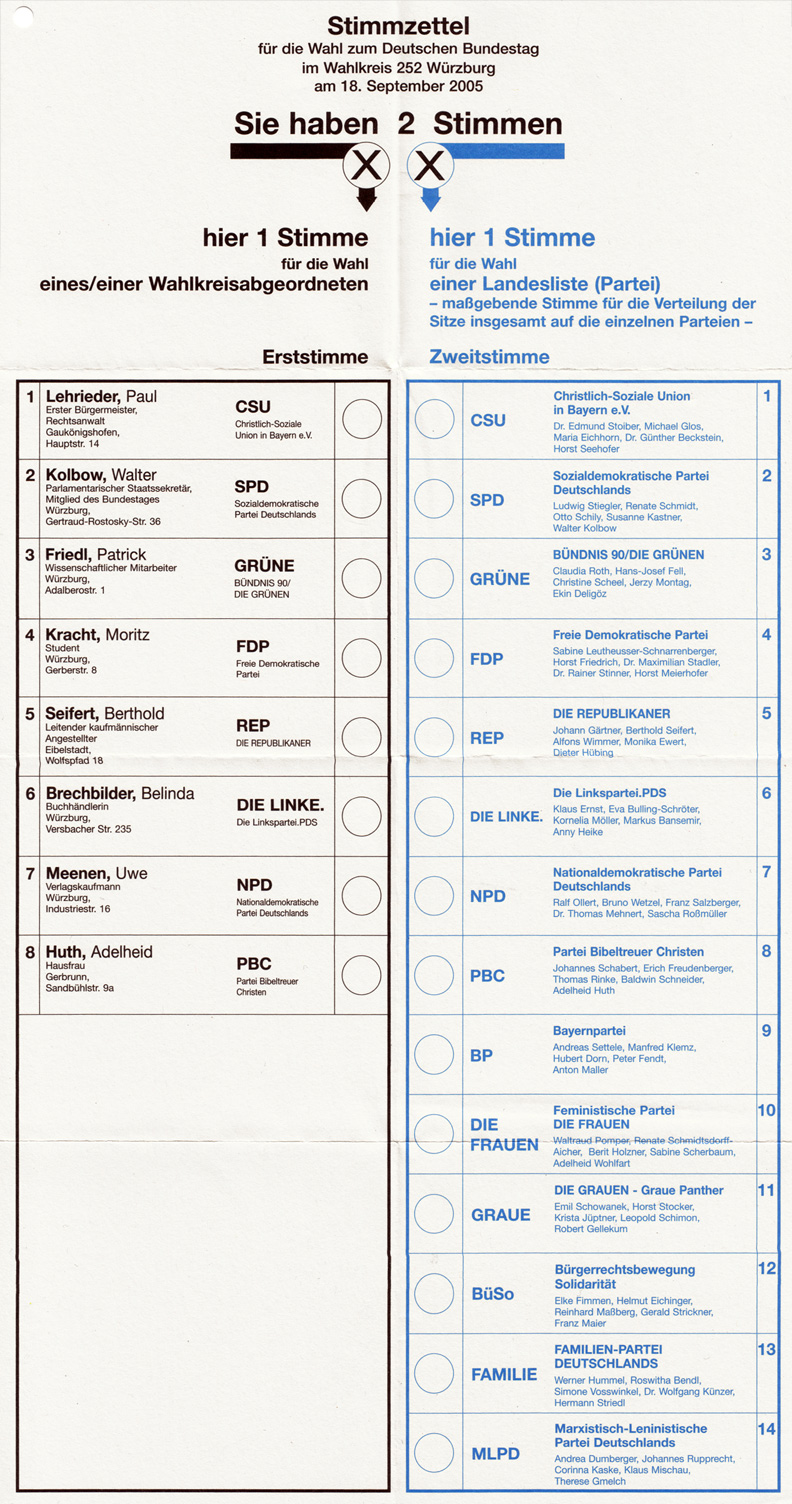

نظام التمثيل النسبي المختلط هو نظام اقتراع مختلط يتسنى للناخبين فيه الاقتراع مرتين: المرة الأولى من أجل التصويت لصالح الممثل أو النائب في دائرته الانتخابية، والمرة الثانية لصالح الحزب السياسي. تُملأ المقاعد وفقًا للتشريع في البداية بمرشحي الدوائر الانتخابية الحاصلين على أكبر عدد من الأصوات، ثم تُملأ بمرشحي الحزب بناءً على نسبة الأصوات التي حصل عليها كل حزب على المستوى الوطني أو المناطقي. يُنتخب ممثلو الدائرة الانتخابية عن طريق نظام الفوز للأكثر أصواتًا، أو عن طريق نظام آخر قائم على شعبية المرشحين. تُدرج أسماء الممثلين على المستوى الوطني أو المناطقي، في أغلب الدوائر، في القوائم الانتخابية للأحزاب، أي على شاكلة التمثيل النسبي لقائمة الأحزاب. كي تستطيع الأحزاب الحصول على ممثل لها على المستوى الوطني، عليها تحقيق حد أدنى من عدد المرشحين في الدوائر الانتخابية، أو تحقيق الحزب للنسبة الأدنى من الأصوات على المستوى الوطني، أو ربما الشرطان معًا.
يختلف نظام التمثيل النسبي المختلط عن نظام الاقتراع بالتوازي من ناحية المقاعد على المستوى الوطني، فتُخصص المقاعد للأحزاب السياسية بطريقة تعويضية لتحقيق نتائج الانتخابات النسبية. بناءً على نظام التمثيل النسبي المختلط، إذا حصل كل واحد من حزبين ما على نسبة 25 بالمئة من الأصوات، قد يحصل كل واحد منهما على 25 بالمئة من المقاعد، حتى لو أحرز أحد الحزبين انتصارات أكبر في الدوائر الانتخابية من الآخر.
استُخدم نظام التمثيل النسبي المختلط في البداية لانتخاب ممثلي البرلمان الاتحادي الألماني (بوندستاغ)، وتبنت عدة دول هذا النظام كبوليفيا وليسوتو ونيوزلاندا. اسُتخدم نظام التمثيل النسبي المختلط في رومانيا خلال الانتخابات التشريعية لعامي 2008 و2012. في ألمانيا، استُخدم النظام السابق على المستوى الاتحادي وفي معظم الولايات الألمانية، ويُعرف نظام التمثيل النسبي المختلط في ألمانيا بـ نظام التمثيل النسبي الشخصي. في المملكة المتحدة، يُشار إلى تلك الأنظمة الانتخابية المُستخدمة في إسكتلندا وويلز وفي هيئة لندن التشريعية بـ نظام العضو الإضافي. في مقاطعة كيبك الكندية، دُرس في عام 2007 نموذج نظام التمثيل النسبي المختلط، ويُطلق عليه في كيبك اسم نظام الاقتراع المختلط التعويضي.

## الإجراءات
في معظم النماذج، يدلي المقترعون بصوتين: واحد لصالح ممثلي الدوائر الانتخابية وآخر لصالح الحزب. في النظام الأصلي الذي استُخدم في ألمانيا، أدلى المواطنون بصوت واحد، فالتصويت للنائب أو الممثل يعني تصويتًا أوتوماتيكيًا لصالح الحزب الذي ينتمي إليه. غيّرت معظم الولايات الألمانية النظام السابق ليصبح قائمًا على صوتين، وذلك لجعل أعضاء البرلمان المحليين أكثر مسؤولية. لذا أصبح بإمكان المقترعين التصويت لصالح المرشح المحلي الذي يفضلونه في البرلمان المحلي بدون أخذ انتماء المرشح الحزبي بعين الاعتبار، فتُحدد البنية الحزبية للسلطة التشريعية على أساس الأصوات التي يحصل عليها الحزب. في انتخابات عام 2017 في نيوزيلاندا، صوت 27.33% من الناس لصالح مرشح محلي من حزب ما بينما صوتوا لحزب آخر، مقارنة بـ 31.64% من النسبة ذاتها لعام 2014.
في كل دائرة انتخابية، يحقق المرشحون الفوز بطريقة الرابح الواحد، وغالبًا ما يُعتمد نظام الفوز للأكثر صوتًا (أي يفوز المرشح الحاصل على أكبر مجموع من عدد الأصوات).
تستخدم معظم الأنظمة قوائم الحزب المغلقة لانتخاب مرشحين برلمانيين لم يُدرجوا في الدوائر الانتخابية (تُدعى أحيانًا بقائمة مرشحي البرلمان). في أغلب التشريعات، بإمكان نواب وممثلي البرلمان الترشح عن الدائرة الانتخابية أو عن قائمة الحزب (يُشار إلى هذا النظام في نيوزيلاندا بالترشح المزدوج)، لكن في ويلز مثلًا، يُقيّد المرشحون إما بالترشح عن الدائرة الانتخابية أو قائمة الحزب، وليس الاثنان معًا. إذا ترشح أحدهم عن قائمة حزب ما، لكنه حاز على مقعد في انتخابات الدوائر المحلية، لن يحصل هذا المرشّح على مقعدين، بل يُشطب اسمه من قائمة الحزب ويذهب مقعده الفارغ إلى المرشح الذي يليه بالنسبة لعدد الأصوات.
في ولاية بافاريا الألمانية، لا يذهب التصويت الثاني لصالح الحزب مباشرة، بل لصالح مرشح واحد فقط عن قائمة الحزب المناطقية: فتلجأ ولاية بافاريا إلى استخدام 7 مناطق انتخابية لهذا الغرض. أوصت لجنة جينكنز بتطبيق طريقة القائمة المفتوحة المناطقية في المملكة المتحدة، وكذلك نصحت لجنة القانون الكندية في كندا، لكن لم يُطبق أي من المقترحين.
لا توجد قوائم في ولاية بادن فورتمبيرغ الألمانية، إنما تُستخدم طريقة «أكثر مرشح قريب من الفوز» في نموذج مؤلف من 4 مناطق، فالأعضاء هو المرشحون المحليون المنتمون للأحزاب ضعيفة التمثيل في تلك المنطقة، والذين حصلوا على أكثر عدد من الأصوات في دائرتهم الانتخابية المحلية بدون انتخابهم في تلك الدائرة.

### طرق حساب الأصوات
هناك عدة طرق مختلفة للحساب استُخدمت على المستويين المناطقي والوطني (فوق مستوى الدائرة الانتخابية مثلًا)، لكن إذا أردنا وضع توصيف أساسي لحساب عدد الأصوات في نظام التمثيل النسبي المختلط، فهو قائم على تخصيص مجموع عدد المقاعد في المجلس، من بينها مقاعد الأعضاء الإفراديين وليس مقاعد المرشحين عن قائمة الحزب، للأحزاب بنسبٍ ملائمة لعدد الأصوات التي حاز عليها الحزب من أصل حصته من الأصوات. يجري ذلك إما بطريقة الباقي الأكبر أو إحدى طريقتي المتوسطات الأعلى: طريقة هوندت أو طريقة سانت ليغو. يُحذف عدد المقاعد التي حاز عليها كل حزب في الدوائر الانتخابية، والهدف هو استخدام تلك المقاعد الإضافية في عملية التعويض. إذا فاز حزب ما، وعبر نظام الفوز للأكثر أصواتًا، بعدد من المقاعد أكبر من الحصة المتناسبة لعدد الأصوات عن قائمة الحزب، تصبح تلك المقاعد الزائدة مقاعدًا معلقة حتى يتحقق التكافؤ بالكامل. في معظم الولايات الألمانية، وفي جميع الولايات الفيدرالية بعد الانتخابات الفيدرالية لعام 2013، تُضاف «المقاعد المتوازنة» لتعويض المقاعد المعلقة وتحقيق التكافؤ التام. في إحدى الانتخابات في إسكتلندا، أنتجت طريقة المتوسطات الأعلى حكومةَ أغلبية تزعمها الحزب الوطني الإسكتلندي الذي لم يحصل سوى على 44% من أصوات الحزب. على أي حال، تستخدم إسكتلندا مصطلح نظام العضو الإضافي، وكالعديد من أنظمة التمثيل النسبي المختلطة، قد يكون توزيع المقاعد في بعض الأحيان غير متكافئ بالكامل.

### المقاعد المعلقة
عندما يحصّل حزب ما عددًا من مقاعد الدوائر الانتخابية أكبر من حصته في أصوات قوائم الأحزاب، تنتج المقاعد المعلقة. تُضاف المقاعد المعلقة لعدد المقاعد العادية خلال فترة الانتخابات.
في البوندستاغ الألماني ومجلس النواب النيوزيلاندي، يحتفظ كل أعضاء الدوائر الانتخابية بمقاعدهم. ففي الانتخابات العامة لعام 2008 في نيوزيلاندا، حاز حزب الماوري على نسبة 2.4% من أصوات الحزب، ما يعني حصوله على 3 مقاعد في مجلس النواب، لكنه نال 5 مقاعد عن دوائر الانتخابات، ما يترك مقعدين معلقين، فأدى ذلك إلى إنشاء مجلس نواب مؤلرف من 122 عضو. إذا كان عدد أصوات حزب الماوري أكثر تكافؤًا مع المقاعد التي حاز عليها في انتخابات الدوائر الانتخابية، سيكون عدد أعضاء مجلس النواب طبيعيًا، أي 120 عضوًا.
في معظم الولايات الألمانية، وفي البوندستاغ منذ عام 2013، تحصل الأحزاب الأخرى على مقاعد إضافية («مقاعد متوازنة») لخلق تكافؤ مثالي. فمثلًا، يملك برلمان ولاية شمال الراين ويستفاليا 29% من المقاعد التعويضية، بدلًا من النسبة الاعتيادية البالغة 50%، إلا إذا احتاج عددًا أكبرًا من المقاعد لموازنة المقاعد المعلقة.